# AMC-18
AMC-18 (AmeriCom-18) — американский телекоммуникационный спутник, принадлежащий компании SES AmeriCom, входящей в холдинг SES Global. Он предназначается для оказания услуг ретрансляции кабельного телевидения, телевидения высокой чёткости на территории США, Канады, Мексики и стран Карибского бассейна. 
Спутник был выведен на орбиту 8 декабря 2006 года с помощью ракеты-носителя Ариан-5ECA с космодрома Куру во Французской Гвиане; одновременно с AMC-18 на орбиту был выведен ещё один американский спутник WildBlue-1.
Спутник имеет следующие габариты (Д х Ш х В) 3,8 x 1,9 x 1,9 метров (со сложенными антеннами и солнечными батареями). На AMC-18 установлены две панели солнечных батарей с размахом 14,65 метра и 2 никель-водородные аккумуляторные батареи состоящие из 14 и 16 элементов.
Полезная нагрузка состоит из двух блоков по 16 транспондеров C-диапазона из которых одновременно могут работать не более 12 транспондеров. Мощность каждого транспондера составляет 20 Вт, полоса пропускания 36 МГц.
Первоначальная точка стояния — 80° з. д. Расчётная точка стояния — 105° з. д.